# De Blindas Vänner
De Blindas Vänner är en svensk stiftelse (fram till 2017 förening) som verkar för att stöda synskadade personer i Göteborg och Bohuslän.
Föreningen bildades den 2 februari 1889 av Hulda Asplund, Ellen Dickson, Wilhelm Theodor Ewert, Carl August Kjellberg (ordförande), Ottonie Malm, Svea von Sydow (vice ordförande), Karl Axel Walter och Anna Virgin. Det första sammanträdet ägde rum i Gegerfeltska villan. En av föreningens första uppgifter var att inrätta en skola för blinda, vilken öppnades den 12 september samma år.

## Ordförandelängd
- 1889–1902: Carl August Kjellberg
- 1902–1921: Wilhelm Theodor Ewert
- 1921–1935: Mary von Sydow
- 1935–1950: Fredrik Hallencreutz
- 1951–1964: Kristian von Sydow
- 1965–1973: Kerstin Heuman
- 1974–1978: Brita Huss
- 1979–1980: Kerstin Persson
- 1981: Gunnar Dyhre
- 1982–1985: Åke Norling
- 1986–1990: Gunnel Norling
- 1991–1998: Barbro Mattsson
- 1999–2005: Brittmo Bernhardsson
- 2006–2009: Gunnar Dyhre
- 2010–2017: Ann-Christin Bäckström
- 2017– Helen von Sydow